# Alessandro Mazzi
Alessandro Mazzi (Villafranca di Verona, província de Treviso, 16 de novembre de 1987) és un ciclista italià, professional del 2013 al 2014.

## Palmarès
- 2008
  - Vencedor d'una etapa a la Copa de les Nacions Vila de Saguenay
- 2009
  - 1r a la Piccola Sanremo
  - 1r a la Vicenza-Bionde
  - 1r al Trofeu Ciutat de San Vendemiano
- 2011
  - 1r al Trofeu Franco Balestra
- 2012
  - 1r a la Coppa Cicogna